# 瓜爾迪亞山

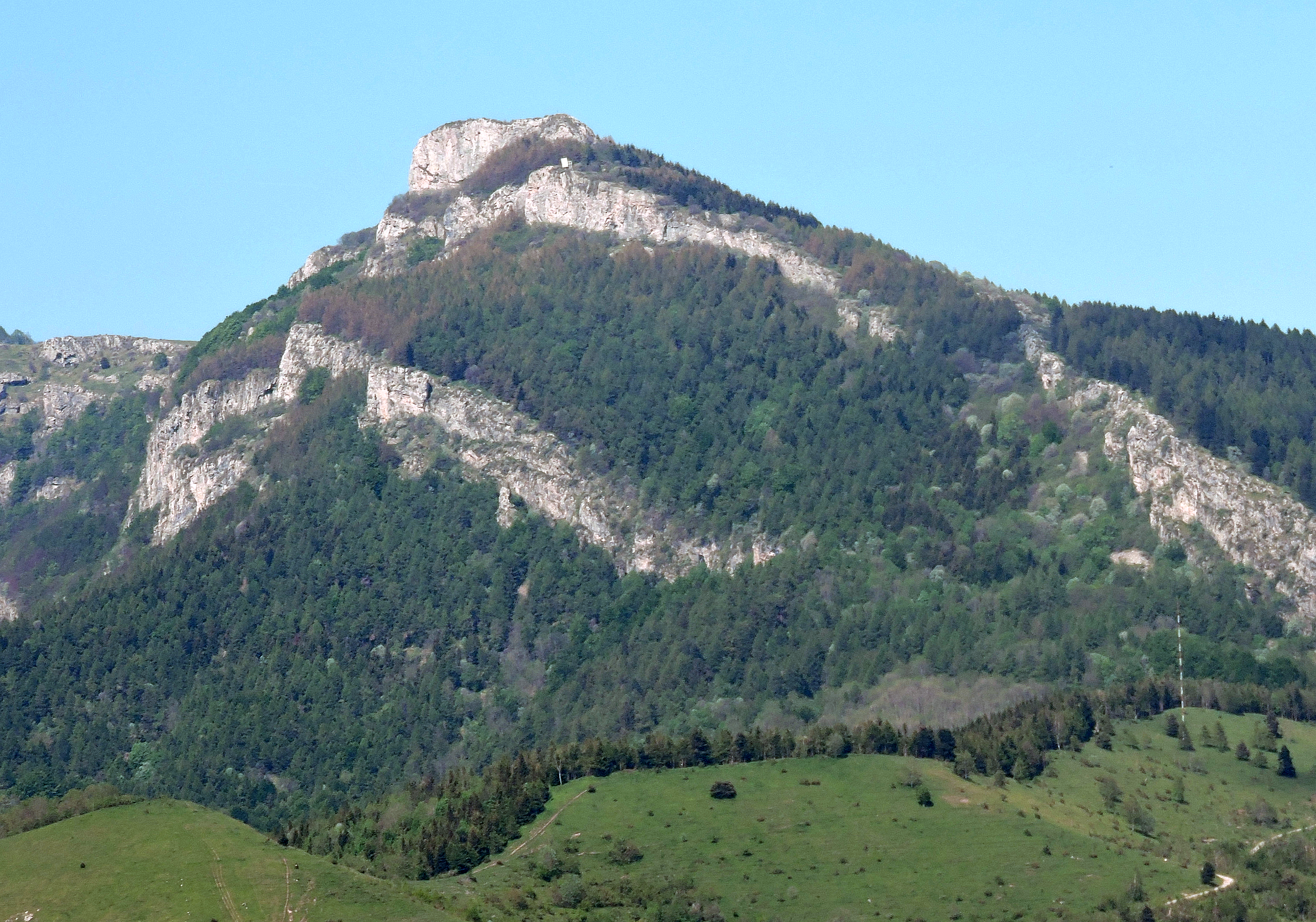

44°07′19″N 7°55′47″E / 44.12189°N 7.92965°E
瓜爾迪亞山（義大利語：Monte della Guardia），是意大利的山峰，位於該國西北部，由皮埃蒙特大區負責管轄，屬於利古里亞阿爾卑斯山脈的一部分，海拔高度1,658米，山體由石炭岩組成。